# Beatriz del Reino Unido
Beatriz del Reino Unido (en inglés: Beatrice Mary Victoria Feodore; Londres, 14 de abril de 1857-Balcombe, 26 de octubre de 1944), por matrimonio Beatriz, princesa de Battenberg, fue la menor de los nueve hijos de la reina Victoria del Reino Unido y el príncipe Alberto de Sajonia-Coburgo y Gotha. Fue la última de los hijos de la monarca en morir, 66 años después de que muriera la primera, su hermana Alicia. Felipe VI de España, el actual monarca de España, es su tataranieto.
La niñez de Beatriz coincidió con el dolor de la reina Victoria tras la muerte de su marido el 14 de diciembre de 1861. Como sus hermanas mayores se casaron y dejaron a su madre, la reina Victoria se refugió en la compañía de su hija menor, a quien llamó «Baby» la mayor parte de su infancia. Beatriz parecía estar llamada a permanecer siempre al lado de su madre y ella pronto se resignó a su destino. La reina Victoria tenía tan fijada su posición en contra de que su hija menor contrajera matrimonio que se negaba siquiera a discutir la posibilidad; sin embargo, se le presentaron muchos pretendientes, incluyendo Napoléon, príncipe imperial, el hijo del emperador exiliado Napoleón III de Francia, y Luis IV, gran duque de Hesse, el viudo de Alicia, su hermana mayor. Beatriz se sentía atraída por el príncipe imperial e incluso se habló de un posible matrimonio, pero Napoleón fue asesinado en la guerra anglo-zulú en 1879.
Beatriz se enamoró del príncipe Enrique de Battenberg, hijo del príncipe Alejandro de Hesse-Darmstadt y Julia de Hauke. Después de un año de persuasión, la reina Victoria accedió al matrimonio, que tuvo lugar en Whippingham en la isla de Wight el 23 de julio de 1885. La soberana aceptó la boda a condición de que su hija y Enrique vivieran con ella y Beatriz continuara con su labor como su secretaria no oficial. La pareja tuvo cuatro hijos, pero a diez años de su matrimonio, el 20 de enero de 1896, el príncipe Enrique murió de malaria mientras combatía en la Guerra anglo-asante. Beatriz permaneció al lado de su madre hasta que la reina Victoria murió el 22 de enero de 1901. Dedicó los siguientes treinta años a la edición de los diarios de su madre, ya que fue designada su albacea literaria, y continuó haciendo apariciones públicas. Murió a los 87 años, sobrevivió a todos sus hermanos, varios de sus hijos y algunos sobrinos y sobrinas. Beatriz es tatarabuela, por vía paterna, del rey Felipe VI de España.

## Primeros años

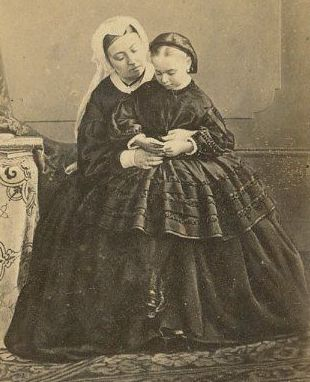
La reina Victoria y la princesa Beatriz en 1862.

Beatriz nació en el palacio de Buckingham el 14 de abril de 1857, fue la quinta hija mujer y la menor de los nueve hijos de la reina Victoria y el príncipe Alberto de Sajonia-Coburgo-Gotha. El nacimiento causó polémica cuando se anunció que la reina Victoria procuraría el alivio de los dolores de parto mediante el uso de cloroformo administrado por el doctor John Snow. El cloroformo era considerado peligroso para la madre y el niño y su uso fue reprobado por la iglesia de Inglaterra y las autoridades médicas. La reina Victoria no se inmutó y utilizó «ese bendito cloroformo» para su último embarazo.
Dos semanas más tarde, la reina Victoria registró en su diario: «Fui recompensada ampliamente y olvidé todo lo que había pasado cuando escuché a mi querido Alberto decir "Es un bebé hermoso y ¡es niña!"». Alberto y Victoria eligieron los nombres de Beatriz María Victoria Feodora: María por la princesa María, duquesa de Gloucester, la última hija sobreviviente del rey Jorge III del Reino Unido; Victoria por la reina; y Feodora, por la princesa Feodora de Hohenlohe-Langenburg, medio hermana mayor de la reina. Fue bautizada en la capilla privada del palacio de Buckingham el 16 de junio de 1857. Sus padrinos fueron su abuela materna, la duquesa de Kent; su hermana mayor, Victoria, princesa real; y el prometido de la princesa, el príncipe Federico de Prusia.

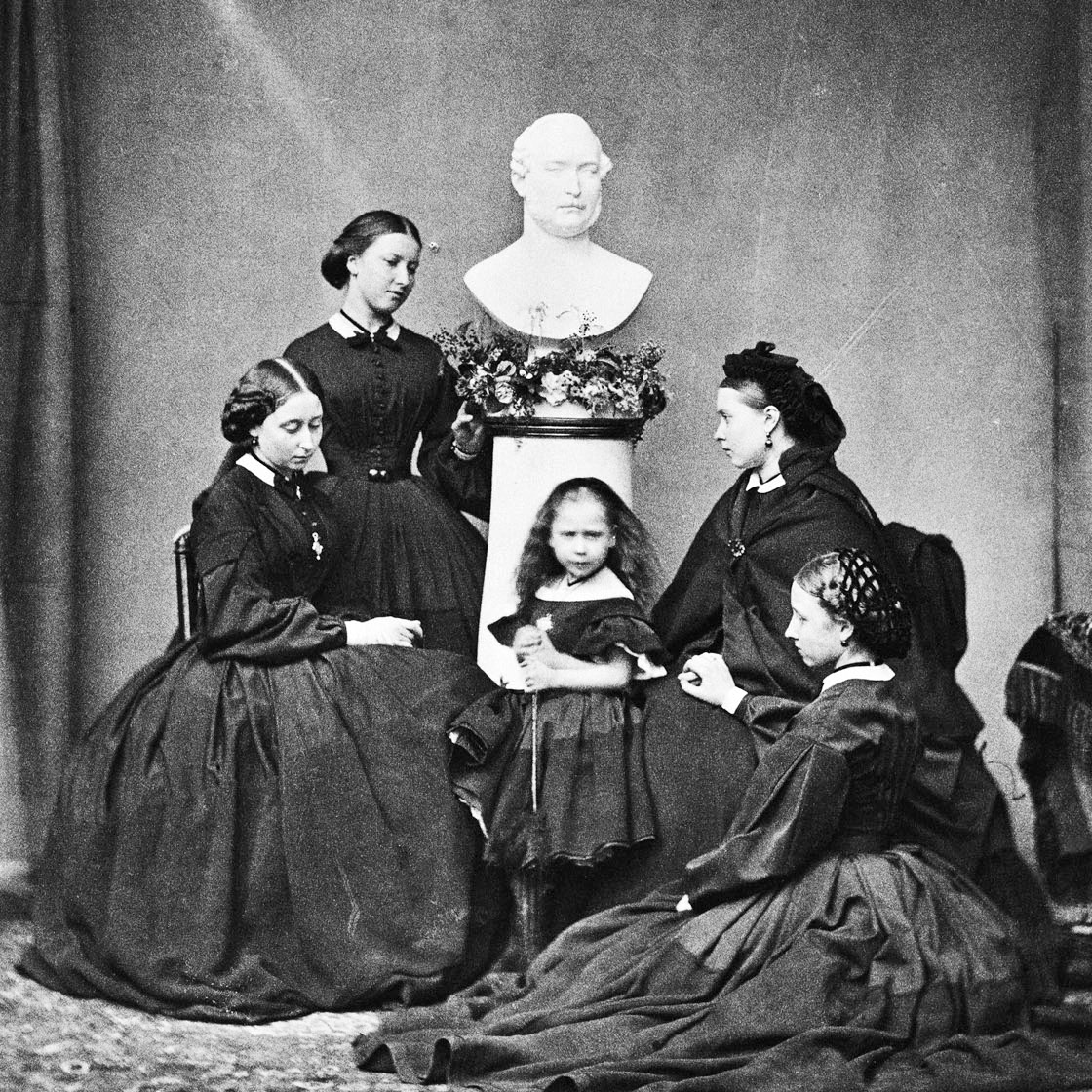
Las hijas de la reina Victoria lloran la pérdida de su padre. Beatriz es la única que no está mirando hacia abajo.

Desde su nacimiento Beatriz fue una niña favorecida. La hija mayor, la favorita del príncipe Alberto, estaba a punto de irse a vivir a Alemania con su nuevo esposo, Federico de Prusia. Al mismo tiempo, la recién llegada Beatriz era una promesa. Alberto le escribió a Augusta, la madre de Federico, que «la bebé practica sus escalas como buena prima donna antes de una actuación y ¡tiene buena voz!». Aunque era conocido que a la reina Victoria le desagradaban la mayoría de los bebés, le gustaba Beatriz, a quien consideraba atractiva. Esto le proporcionó a Beatriz una ventaja sobre sus hermanos mayores. La reina Victoria comentó una vez que Beatriz era «una niña bonita, regordeta y floreciente, con bellos y grandes ojos azules, [una] pequeña y bonita boca y piel muy fina». Su larga cabellera dorada fue el centro de algunas pinturas encargadas por la reina, que disfrutaba bañando a Beatriz, en marcado contraste con sus otros hijos. Beatriz demostró ser inteligente, lo cual agradecía el príncipe consorte, que se divertía con la precocidad infantil.
Alberto le escribió al barón Stockmar que Beatriz era «el bebé más divertido que hemos tenido». A pesar de compartir el programa de rigurosa educación diseñado por su padre y su cercano asesor, el barón Stockmar, Beatriz tuvo una infancia más relajada que sus hermanos debido a la relación con sus padres. A los cuatro años de edad, la más joven y la última niña real reconocida, Beatriz no se vio obligada a compartir la atención de sus padres como sus hermanos y sus maneras divertidas proporcionaban comodidad a su inseguro padre.

## Devota compañera de la reina Victoria

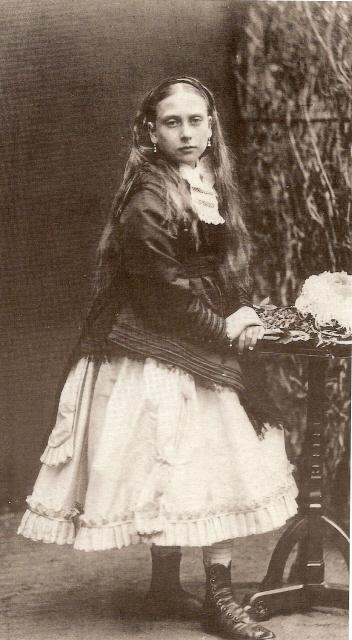
La princesa Beatriz en 1868.

La madre de la reina Victoria, la duquesa de Kent, murió en Frogmore en marzo de 1861. La reina colapsó por el dolor y la culpa por su alejamiento al principio de su reinado. Beatriz trató de confortar a su madre recordándole que la duquesa de Kent «estaba en el Cielo, pero Beatriz espera que regresará». Este consuelo fue significativo porque la reina se había aislado de sus hijos excepto de la mayor de las solteras, la princesa Alicia, y de Beatriz. La reina Victoria se refugió otra vez en Beatriz y Alicia tras la muerte de Alberto por fiebre tifoidea el 14 de diciembre.
La profundidad del dolor de la reina por la muerte de su marido sorprendió a la familia, cortesanos, políticos y población en general. Como cuando murió su madre, ella misma se aisló de su familia, particularmente del príncipe de Gales —a quien culpaba por la muerte de su marido—, con excepción de Alicia y Beatriz. La reina Victoria a menudo tomaba a Beatriz de su cuna, la llevaba a su cama y «se recostaba sin dormir, abrazándose a su hija, envuelta con el pijama de un hombre que no lo usaría más». Cuando se casó la última de las hermanas mayores de Beatriz en 1871, la reina se volvió dependiente de su hija menor, quien había declarado desde muy temprana edad: «No me gustan las bodas en absoluto. Nunca me casaré. Me quedaré con mi madre». Como secretaria de su madre realizó tareas como escribir en nombre de la reina y ayudar con la correspondencia política. Estas tareas mundanas eran semejantes a las que habían realizado en sucesión sus hermanas Alicia, Elena y Luisa. Sin embargo, la reina pronto agregó tareas más personales. Durante una grave enfermedad en 1871, la reina le dictó su diario a Beatriz y en 1876 le permitió clasificar la música que ella y el príncipe consorte habían interpretado, algo inusual desde la muerte de Alberto quince años antes.
La reina reconocía la devoción que Beatriz le mostraba en sus diarios y cartas, pero su necesidad constante por Beatriz era cada vez más fuerte. La reina sufrió otro duelo en 1883, cuando murió su sirviente escocés John Brown en Balmoral. Una vez más, la reina se hundió en público duelo y se refugió en el apoyo de Beatriz. A diferencia de sus hermanos, Beatriz no sentía desagrado por Brown y a menudo se les veía juntos; ya que solían trabajar en conjunto para complacer los deseos de la reina.

## Matrimonio

### Posibles pretendientes

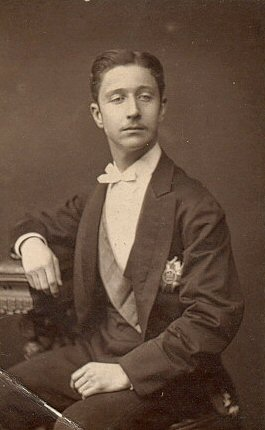
El príncipe imperial Napoleón Eugenio, con quien se relacionó sentimentalmente a Beatriz en los años 1870.

Aunque la reina tenía tan fijada su posición en contra de que su hija menor contrajera matrimonio con la esperanza de que siempre permaneciera a su lado, se le presentaron algunos posibles pretendientes antes de que Beatriz se casara finalmente con el príncipe Enrique de Battenberg. Uno de ellos fue Napoleón Eugenio, el príncipe imperial francés, hijo y heredero del emperador exiliado Napoleón III de Francia y su esposa, la emperatriz Eugenia. Después que Prusia derrotó a Francia en la guerra franco-prusiana, Napoleón fue depuesto y se trasladó con su familia a Inglaterra en 1870. Después de la muerte del emperador en 1873, la reina Victoria y la emperatriz Eugenia establecieron un estrecho vínculo y los periódicos informaron del inminente compromiso de Beatriz con el príncipe imperial. Los rumores terminaron con la muerte del príncipe durante la guerra anglo-zulú el 1 de junio de 1879. El diario de la reina Victoria registra el dolor de su hija: «[Mi] querida Beatriz lloró al igual que yo, me dio el telegrama [...] Amanecía y pude dormir muy poco [...] Beatrice está tan consternada; todos nos sentimos bastante aturdidos».
Después de la muerte del príncipe imperial, Alberto Eduardo, príncipe de Gales y hermano de Beatriz, sugirió que se casara con el viudo de su hermana Alicia, Luis IV, gran duque de Hesse-Darmstadt, que había perdido a su esposa por difteria en 1878. Alberto Eduardo argumentó que Beatriz podría actuar como madre substituta para los niños pequeños de Luis y pasar la mayor parte de su tiempo en Inglaterra cuidando a su madre. Además sugirió que la reina podría supervisar la crianza de sus nietos con mayor facilidad. Sin embargo, en esa época la ley prohibía que Beatriz se casara con el viudo de su hermana. Esto fue contrarrestado por el príncipe de Gales, quien apoyó con vehemencia el paso por el Parlamento de la ley sobre el matrimonio de la hermana de la esposa fallecida de 1907, que habría eliminado el obstáculo. A pesar del apoyo popular y de que había sido aprobada en la Cámara de los Comunes, la ley fue rechazada por la Cámara de los Lores debido a la oposición de los Lores espirituales. Aunque a la reina le decepcionó que el proyecto de ley fracasara, estaba feliz de mantener a su hija a su lado.
Se presentaron otros candidatos para casarse con Beatriz, incluyendo dos hermanos del príncipe Enrique, el príncipe Alejandro y el príncipe Luis de Battenberg, pero no lo consiguieron. Aunque Alejandro nunca pretendió formalmente a Beatriz, alguna vez afirmó que «en algún momento pude incluso haberme comprometido con una amiga de la infancia, Beatriz de Inglaterra». Luis estaba más interesado, la reina Victoria lo invitó a cenar pero se sentó entre él y Beatriz, que había sido aconsejada por la reina que ignorara a Luis para desalentar sus pretensiones. Luis, que durante muchos años no entendió las razones de este silencio, se casó con una sobrina de Beatriz, la princesa Victoria de Hesse-Darmstadt. Aunque sus esperanzas de conseguir casarse sufrieron otro golpe, mientras asistía a la boda de Luis en Darmstadt, Beatriz se enamoró del príncipe Enrique de Battenberg, quien correspondió a sus sentimientos.

### Compromiso y boda

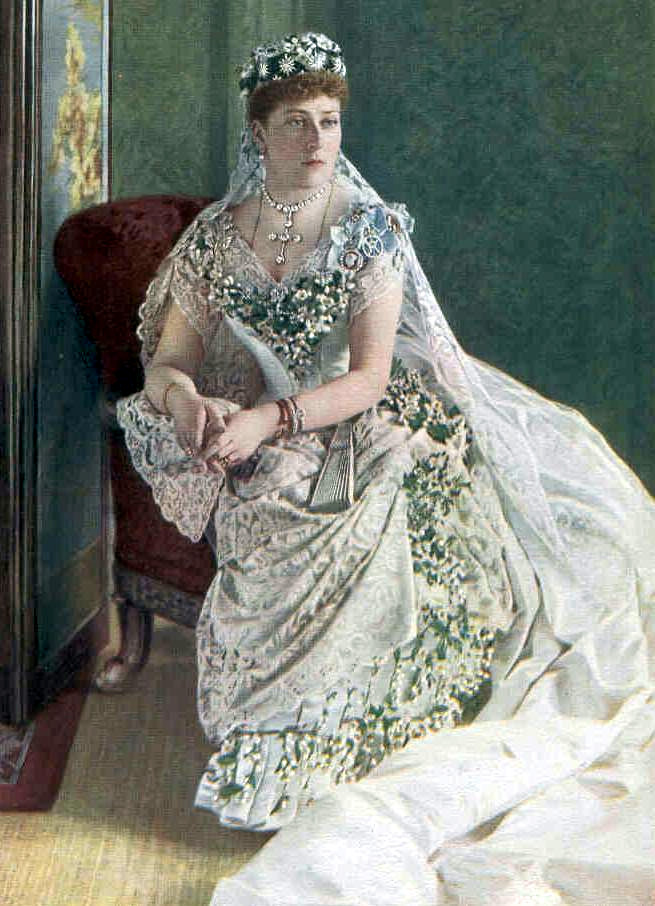
La princesa Beatriz vestida de novia, Osborne, 1885. Beatriz utilizó el velo de novia de su madre realizado con encaje de Honiton.

Después de regresar de Darmstadt, cuando Beatriz le dijo a su madre que planeaba casarse, la reina reaccionó con un silencio aterrador. Aunque siempre estaban juntas, la reina no le habló durante siete meses y se comunicaba con ella por escrito. El comportamiento de la reina Victoria resultó inesperado incluso para su familia, parecía causado por la amenaza de perder a su hija. La reina veía a Beatriz como su «bebé» –su hija inocente– y veía las relaciones sexuales que vendrían con el matrimonio como el fin de la inocencia.
Solo la capacidad de persuasión de la princesa de Gales y de la princesa heredera de Prusia, quien le recordó a su madre la felicidad que Beatriz le había traído al príncipe Alberto, pudo inducir a la reina a hablar de nuevo con su hija menor. La reina Victoria otorgó su consentimiento para el matrimonio con la condición de que Enrique renunciara a sus compromisos en Alemania y viviera permanentemente con Beatriz y la reina.
Beatriz y Enrique se casaron en la iglesia de Santa Mildred en Whippingham el 23 de julio de 1885. La novia que llevaba el velo de bodas de su madre realizado en encaje de Honiton, fue escoltada por la reina y su hermano mayor, el príncipe de Gales. Fue acompañada por diez damas de honor, todas ellas sobrinas suyas: la princesa Alix y la princesa Irene de Hesse-Darmstadt; la princesa Alejandra, la princesa María y la princesa Victoria Melita de Edimburgo; la princesa Luisa, la princesa Maud y la princesa Victoria de Gales; y la princesa María Luisa y la princesa Elena Victoria de Schleswig-Holstein. Los padrinos del novio fueron sus hermanos, el príncipe Alejandro de Bulgaria y el príncipe Francisco José de Battenberg.
La ceremonia —que no contó con la presencia del príncipe y la princesa de Prusia, que fueron retenidos en Alemania; William Ewart Gladstone; y la prima de Beatriz, la princesa María Adelaida, duquesa de Teck, que estaba de luto por su suegro– terminó con la salida de la pareja para su luna de miel en Quarr Abbey House, a pocos kilómetros de Osborne. La reina los despidió «con valentía hasta su partida y luego casi colapsó», como más tarde admitió a la princesa heredera.

## Últimos años de la reina Victoria

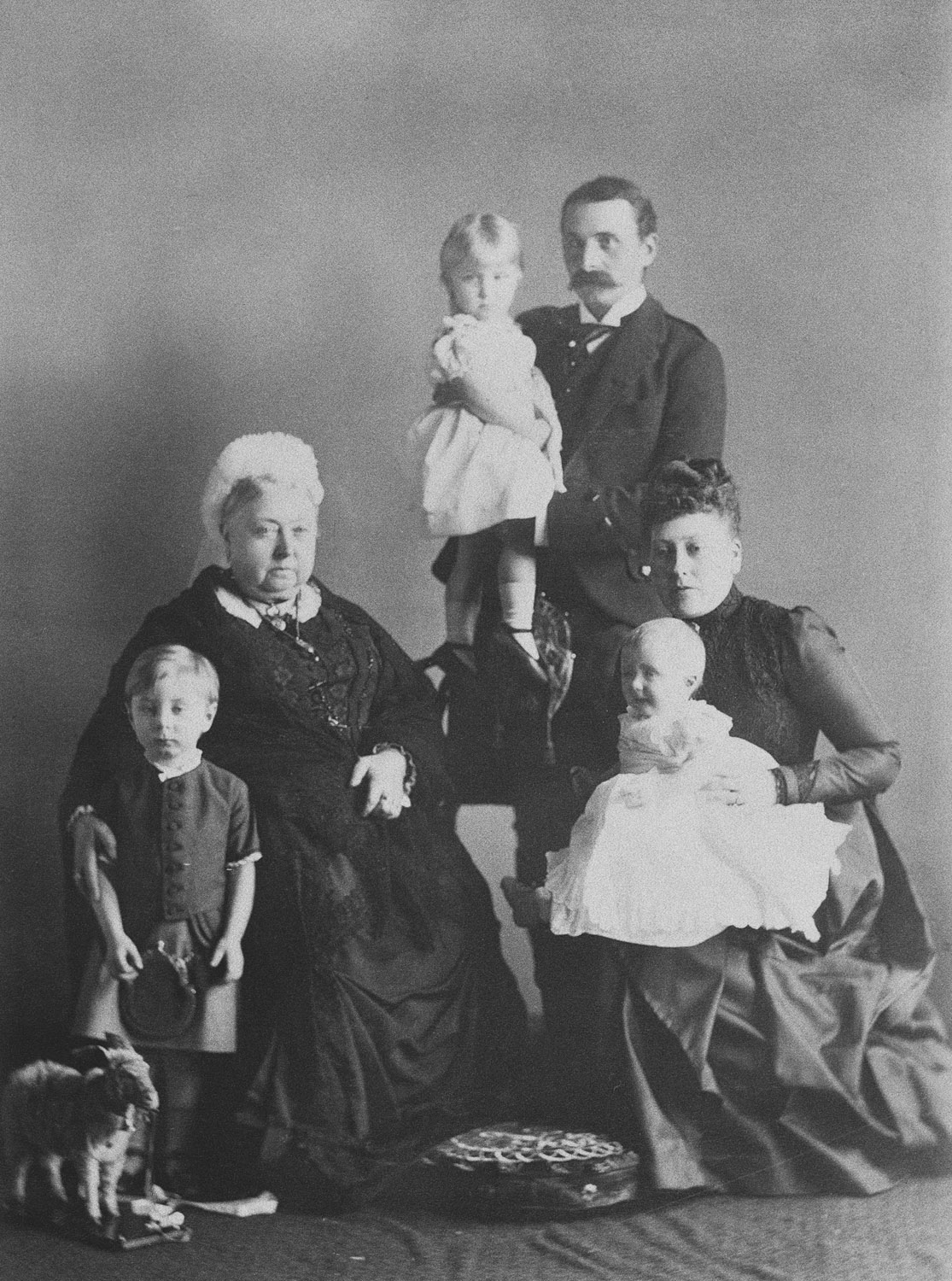
La reina Victoria fotografiada junto a los príncipes Enrique y Beatriz y sus hijos Alejandro, Victoria Eugenia y Leopoldo, 1889.

Después de una corta luna de miel, Beatriz y su esposo cumplieron su promesa y regresaron al lado de la reina. La reina dejó claro que no podía valerse por sí misma y que la pareja no podía viajar sin ella. Aunque la reina relajó esta restricción poco después del matrimonio, Beatriz y Enrique viajaron solo para realizar visitas cortas con su familia. El amor de Beatriz por Enrique, al igual que el de la reina por el príncipe Alberto, pareció aumentar durante el transcurso de su matrimonio. Cuando Enrique viajaba solo, la princesa parecía más feliz a su regreso.
La adición del príncipe Enrique a la familia dio nuevas razones a Beatriz y a la reina para ver hacia adelante y la corte fue más brillante de lo que había sido desde la muerte del príncipe consorte. Aun así, Enrique, con el apoyo de su esposa, estaba decidido a tomar parte en las campañas militares, lo que molestó a la reina, quien se oponía a que participara en un conflicto armado que pusiera su vida en peligro. También se presentaron disputas cuando Enrique asistió al carnaval de Ajaccio y anduvo en «malas compañías», Beatriz envió un oficial de Royal Navy para apartarlo de las tentaciones. En una ocasión que Enrique escapó a Córcega con su hermano Luis, la reina envió un buque de guerra para traerlo de vuelta. Enrique se sentía oprimido por la necesidad constante de la reina de la compañía de él y de su esposa.
A pesar de estar casada, Beatriz cumplió la promesa que hizo a su madre de continuar como su secretaria y confidente a tiempo completo. La reina Victoria trató con cariño a Enrique, como hacía a menudo con otros hombres guapos y fuertes. Sin embargo, la reina criticó la conducta de Beatriz durante su primer embarazo. Cuando dejó de asistir a cenar con la reina una semana antes de dar a luz, ya que prefería comer sola en su habitación, la reina le escribió enojada a su médico, el doctor James Reid: «[rogué a la princesa que continuara] presentándose a cenar y no que simplemente se deprimiera en su habitación, lo cual es muy malo para ella. En mi caso acudí regularmente a cenar hasta el último día, excepto cuando estaba mal —aun cuando sufría en gran medida». Beatriz, ayudada por cloroformo, dio a luz a su primer hijo, Alejandro, la semana siguiente. A pesar de sufrir un aborto espontáneo en los primeros meses de su matrimonio, Beatriz dio a luz a cuatro hijos: Alejandro, llamado Drino, nació en 1886; Ena en 1887; Leopoldo en 1889 y Mauricio en 1891. Después del nacimiento de sus hijos, tomó un interés considerado y favorable en cuestiones sociales, como las condiciones laborales en las minas de carbón. Sin embargo, este interés no se extendió a tratar de cambiar las condiciones de pobreza, como sucedió con su hermano, el príncipe de Gales.
Aunque los entretenimientos en la corte eran pocos después de la muerte del príncipe consorte, Beatriz y la reina disfrutaban de la fotografía estilo tableau vivant, que a menudo se practicaba en las residencias reales. Enrique, cada vez más aburrido por la falta de actividad en la corte, deseaba fervientemente un empleo y en respuesta la reina lo nombró gobernador de la isla de Wight en 1889. Sin embargo, Enrique anhelaba la aventura militar y le rogó a su suegra que lo dejara unirse a la expedición que participaría en la cuarta guerra anglo-asante. A pesar de algunos recelos, la reina accedió; Enrique y Beatriz se despidieron el 6 de diciembre de 1895 y no volverían a verse otra vez. Enrique enfermó de malaria y fue enviado de regreso a casa. El 22 de enero de 1896, Beatriz, que esperaba a su marido en Madeira, recibió un telegrama informándole que había fallecido dos días antes.
Devastada, dejó la corte durante un mes de luto antes de regresar a su puesto al lado de su madre. El diario la reina informa que Victoria «[fue] a la habitación de Beatriz y se sentó un rato con ella. Era desgarradora su tristeza». A pesar de su dolor, Beatriz permaneció como fiel compañera de su madre. Conforme la reina envejeció, dependió cada vez más de ella para manejar la correspondencia. Sin embargo, se dio cuenta de que Beatriz necesitaba un espacio propio y le dio los apartamentos del palacio de Kensington que alguna vez ocupó junto a su madre. La reina nombró a Beatriz gobernadora de la isla de Wight, puesto que quedó vacante al morir el príncipe Enrique. En respuesta al interés de Beatriz en la fotografía, la reina instaló un cuarto oscuro en Osborne House. Los cambios en la familia, incluyendo la preocupación de Beatriz por su madre, pudieron haber afectado a sus hijos, quienes se rebelaron en la escuela. Beatriz escribió que Ena era «problemática y rebelde» y que Alejandro decía «injustificables falsedades».

## Vida posterior

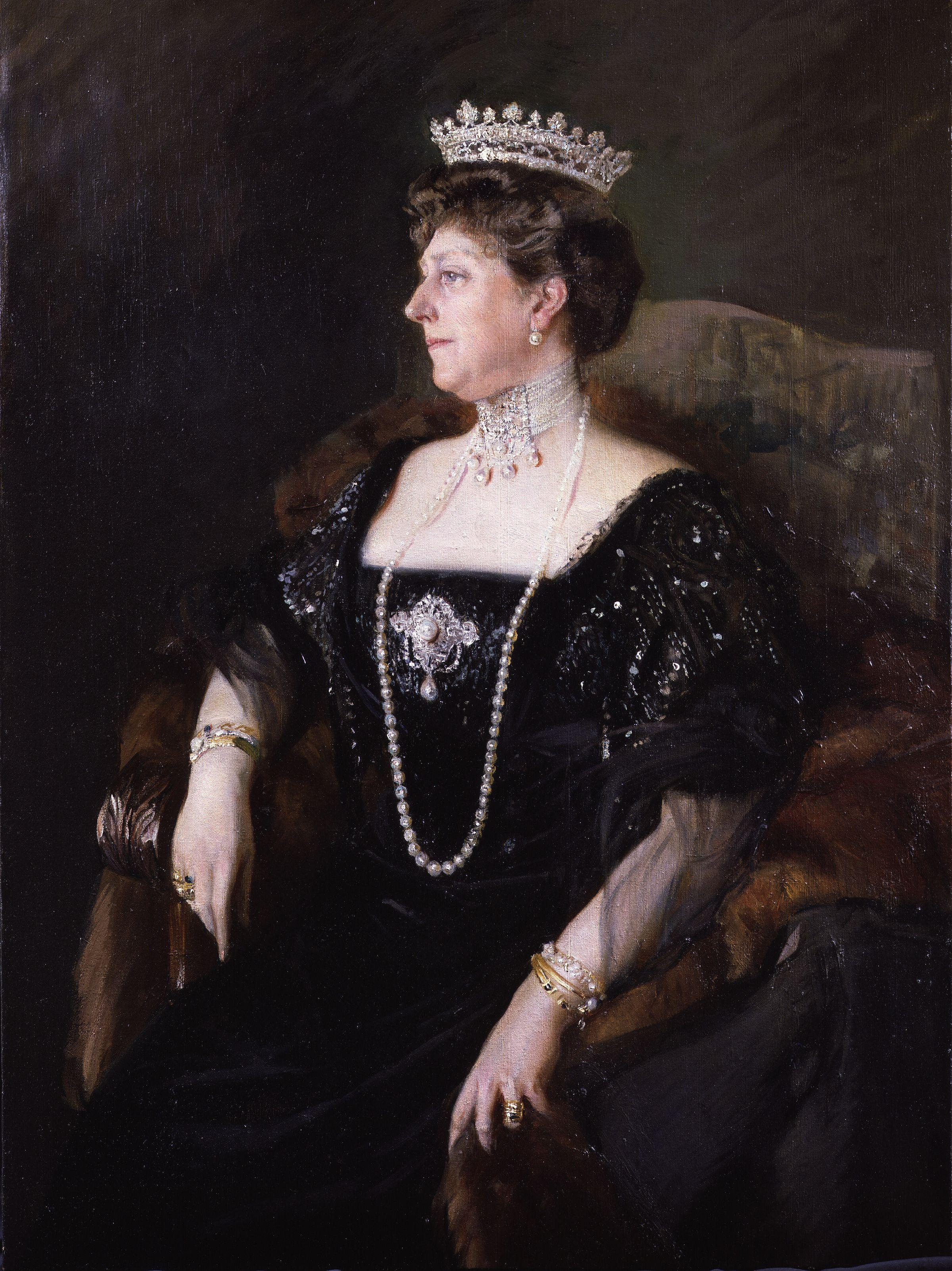
Retrato de la princesa Beatriz realizado por Joaquín Sorolla, 1908.

La vida de Beatriz se derrumbó tras la muerte de la reina Victoria el 22 de enero de 1901. En marzo le escribió al director de la Universidad de Glasgow: «[...] podrá imaginarse como es el dolor. Yo, que casi nunca me había separado de mi querida madre, apenas puedo darme cuenta como será la vida sin ella, que era el centro de todo». Continuó haciendo apariciones públicas, pero su posición en la corte disminuyó. A diferencia de su hermana Luisa, no era muy cercana a su hermano, el nuevo rey Eduardo VII, y no fue incluida en su círculo íntimo. Aunque su relación no estaba rota por completo, en ocasiones era tensa, por ejemplo, cuando durante su coronación Beatriz dejó caer accidental pero ruidosamente su libro de oraciones desde la galería real sobre una mesa chapada en oro.
Después de heredar Osborne House, el rey hizo retirar las fotografías y pertenencias personales de su madre y algunas de ellas fueron destruidas, especialmente todo aquello relacionado con John Brown, a quien detestaba. La reina Victoria había previsto que la casa fuera una residencia privada y aislada para sus descendientes, lejos de la pompa y la ceremonia de la vida en el continente. Sin embargo, el nuevo rey no necesitaba la casa y consultó con sus abogados como disponer de ella, transformando el ala principal en un hogar de convalecencia, la apertura al público de los apartamentos de estado y construyendo una Escuela Naval en los terrenos adyacentes. Sus planes se enfrentaron con la fuerte desaprobación de Beatriz y Luisa. La reina Victoria les había legado casas en la finca y la privacidad que les prometió se vio amenazada. Cuando Eduardo les habló sobre el destino de la casa, Beatriz argumentó en contra de permitir que la familia abandonara la casa, citando la importancia que tenía para sus padres.
Sin embargo, el rey no quería la casa y se la ofreció a Jorge, su heredero y sobrino de Beatriz, quien declinó, debido a los altos costos de mantenimiento de la propiedad. Posteriormente, Eduardo extendió los terrenos de la casa de Beatriz, Osborne Cottage, para compensarla por la inminente pérdida de su intimidad. Poco después, el rey declaró al primer ministro Arthur Balfour, que la casa principal iría a la nación como un regalo. A excepción de los apartamentos privados, que estaban cerrados para todos, menos para los miembros de la familia real, que los convirtieron en un altar a la memoria de su madre.

### Los diarios de la reina Victoria
Después de la muerte de Victoria, Beatriz comenzó la trascendental tarea de transcribir y editar los diarios de su madre, iniciados en 1831. Los cientos de volúmenes contenían opiniones personales de la reina sobre asuntos cotidianos e incluían temas personales y familiares, así como asuntos de estado.
La reina encargó a Beatriz la tarea de editar los diarios para su publicación, lo que significó la eliminación de material privado, así como varios pasajes que si llegaban a publicarse podrían ser perjudiciales para algunas personas vivas. La princesa eliminó tanto material que los diarios editados tenían solo un tercio del volumen de los originales. La destrucción de grandes secciones de los diarios de la reina angustió a su sobrino, el rey Jorge V, y a su esposa, la reina María, quienes no tenían autoridad para intervenir. Beatriz hacía un bosquejo del original y luego transcribía sus notas en una serie de cuadernos azules. Los originales y sus primeros bosquejos fueron destruidos según avanzaba. La tarea le tomó treinta años y terminó en 1931. Los 111 cuadernos sobrevivientes se guardan en los archivos reales del castillo de Windsor.

### Retiro de la vida pública
Beatriz siguió apareciendo en público después de la muerte de su madre. Los compromisos públicos que llevaba a cabo estaban frecuentemente relacionados con su madre, la reina Victoria, y las personas siempre asociaron a Beatriz con la monarca fallecida.

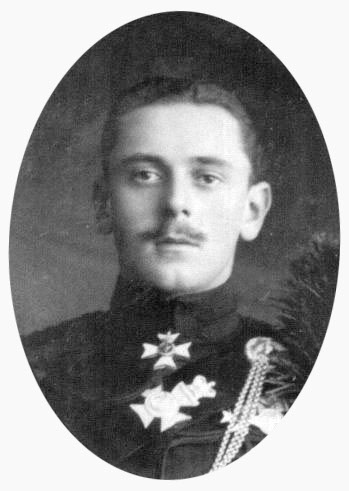
Príncipe Mauricio de Battenberg. Después de su muerte, durante la Primera Guerra Mundial, Beatriz comenzó a retirarse de la vida pública.

La belleza de su hija Ena era conocida en toda Europa y a pesar de su bajo rango era una novia deseable. El pretendiente elegido fue el rey Alfonso XIII de España. Sin embargo, el matrimonio causó polémica en Gran Bretaña, ya que obligaba a Ena a convertirse al catolicismo. A este paso se opuso el rey Eduardo VII, hermano de Beatriz, y un sector de españoles ultraconservadores estaban también en contra del matrimonio del rey con una protestante de origen inferior, ya que su padre, el príncipe Enrique, era hijo de un matrimonio morganático. Por tanto consideraban a Ena solo parcialmente de origen real y no apta para ser reina de España. No obstante, la pareja se casó el 31 de mayo de 1906. El matrimonio se inició en condiciones desfavorables, debido a que un anarquista atentó contra la vida de la pareja lanzándoles una bomba el mismo día de su boda. Al parecer, la pareja se distanció casi desde el principio. Ena se volvió impopular en España y su impopularidad creció más cuando se descubrió que su hijo, el heredero al trono, sufría de hemofilia; Alfonso responsabilizaba a Beatriz por haber llevado esta enfermedad a la casa real española y se volvió resentido contra Ena.

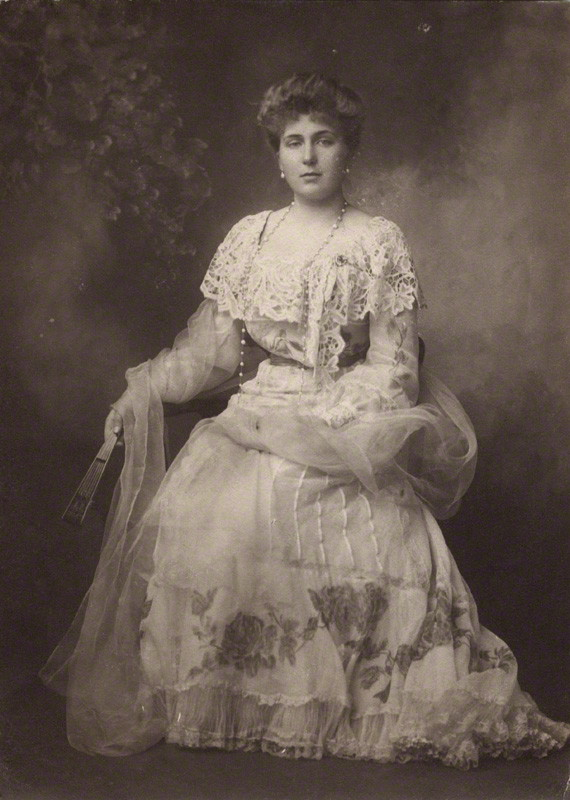
La princesa Victoria Eugenia en 1904.

Durante su tiempo como reina de España, Ena volvió varias veces a visitar a su madre en Gran Bretaña, pero siempre sin Alfonso y generalmente sin sus hijos. Mientras tanto, Beatriz vivió en Osborne Cottage en East Cowes hasta que la vendió en 1913, cuando el castillo de Carisbrooke, la casa del gobernador de la isla de Wight, quedó vacante. Se mudó al castillo y además mantuvo un apartamento en el palacio de Kensington en Londres. Había estado muy involucrada en la recolección de material para el Museo del Castillo Carisbrooke, que abrió en 1898.
Su presencia en la corte disminuyó conforme fue envejeciendo. Devastada por la muerte de su hijo predilecto, Mauricio, durante la Primera Guerra Mundial en 1914, comenzó a retirarse de la vida pública. en respuesta a la guerra con Alemania, Jorge V cambió el apellido de la familia de Sajonia-Coburgo-Gotha a Windsor para restar importancia a sus orígenes alemanes. Posteriormente, Beatriz y su familia renunciaron a sus nombres alemanes; el tratamiento de Beatriz revirtió de Su Alteza Real la princesa Enrique de Battenberg a su tratamiento de nacimiento, Su Alteza Real la princesa Beatriz. Adoptaron el apellido Mountbatten, una versión inglesa de Battenberg. Sus hijos renunciaron a su tratamiento de cortesía, príncipe de Battenberg. Alejandro, el mayor, se convirtió en sir Alejandro Mountbatten y más tarde recibió el título de marqués de Carisbrooke de la nobleza del Reino Unido. Su hijo menor, Leopoldo, se convirtió en lord Leopoldo Mountbatten y recibió el rango del hijo menor de un marqués. Leopoldo era hemofílico y heredó la «enfermedad real» de su madre, murió durante una operación de rodilla en 1922, un mes antes de su cumpleaños 33.
Después de la guerra, Beatriz fue una de varios miembros de la familia real que se convirtieron en mecenas de la Liga de Ypres, una sociedad fundada por veteranos de la Saliente de Ypres y por los desconsolados familiares de los muertos en los combates que tuvieron lugar en el saliente. Ella misma era uno de los afligidos familiares, ya que su hijo, el príncipe Mauricio de Battenberg, había muerto en acción durante la primera batalla de Ypres. Entre las escasas apariciones públicas que hizo Beatriz después de la muerte de su hijo estuvieron algunos eventos celebrados por la liga, como la colocación de coronas en el cenotafio en 1930 y 1935, para conmemorar los aniversarios 10.º y 15.º de la fundación de la liga.

### Últimos años
Incluso después de los setenta años Beatriz continuó manteniendo correspondencia con amigos y familiares e hizo algunas apariciones públicas, tal como cuando, empujada en una silla de ruedas, presenció la colocación de las coronas después de la muerte de Jorge V en 1936. Publicó su último trabajo de traducción en 1941, titulado In Napoleonic Days, que era el diario personal de la abuela materna de la reina Victoria, Augusta, duquesa de Sajonia-Coburgo-Saalfeld. Intercambió algunas cartas con el editor, John Murray, quien mostró una gran aprobación por la obra.

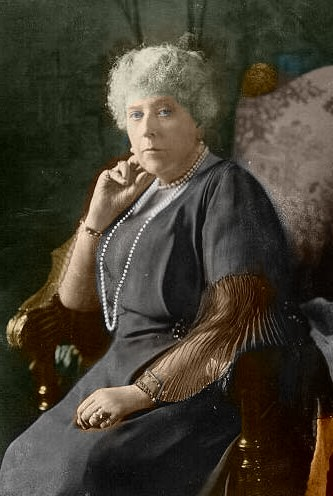
Beatriz en 1925.

Su última residencia fue Brantridge Park en West Sussex, que era propiedad del hermano de la reina María, Alejandro de Cambridge, primer conde de Athlone, y de su esposa, la princesa Alicia, que era sobrina de Beatriz. Los Athlone estaban en ese momento en Canadá, donde el conde era gobernador general. Beatriz murió mientras dormía el 26 de octubre de 1944 en Brantridge Park, a los ochenta y siete años. Después del servicio funeral, efectuado en la capilla de San Jorge del castillo de Windsor, su féretro fue depositado en la cripta real el 3 de noviembre. El 28 de agosto de 1945, su cuerpo fue trasladado y colocado junto a su marido en una tumba común en la iglesia de Santa Mildred en Whippingham, Isla de Wight, el mismo lugar donde se casó. Su último deseo, ser enterrada con su marido en el lugar más familiar para ella, se cumplió con un servicio religioso privado, al que asistió solamente su hijo, el marqués de Carisbrooke, y su esposa.

## Legado
Beatriz era la más tímida de todos los hijos de la reina Victoria; sin embargo, como casi siempre acompañaba a la monarca, fue de las más conocidas. A pesar de su timidez tenía talento para la actuación, el baile y la música, además fue una entusiasta fotógrafa. Era una madre muy apegada a sus hijos que se preocupaba cuando tenían mal comportamiento en la escuela. Aquellos que disfrutaron de su amistad la consideraban leal y con un humor excelente, como figura pública siempre se guio por un fuerte sentido del deber. Fue patrona de la filial de la Royal National Lifeboat Institution en la isla de Wight de 1920 hasta su muerte. La música, una pasión que compartió con su madre y el príncipe consorte, fue una actividad en la que destacó, ya que tocaba el piano a nivel profesional. Como su madre fue una cristiana devota, que estuvo fascinada por la teología hasta su muerte. Por su temperamento tranquilo y su calidez personal, siempre contó con una amplia aprobación.
Beatriz se vio sometida a grandes demandas durante el reinado de su madre. A pesar de sufrir reumatismo tuvo que tolerar la adoración de la reina por el clima frío. Su desempeño en el piano se afectó cuando su reumatismo empeoró gradualmente, alejándola de un placer en el que además destacaba; sin embargo, esto no cambió su disposición para atender a las necesidades de su madre. Su esfuerzo no pasó desapercibido para el público británico.
Cuando accedió a abrir la exhibición de la Royal Horticultural Society de Southampton, los organizadores enviaron una proclamación de agradecimiento, donde expresaban su «admiración por la manera cariñosa en la que consolaba y asistía a su madre viuda nuestra Graciosa Soberana la Reina». Como regalo de bodas, sir Moses Montefiore, un banquero y filántropo, les dio a Beatriz y Enrique un servicio de té de plata con la inscripción: «Muchas hijas han actuado virtuosamente, pero usted sobresale entre todas». El periódico The Times, poco antes del matrimonio de Beatriz, escribió: «La devoción de su Alteza Real por nuestra amada Soberana se ha ganado nuestra más cálida admiración y nuestro más profundo agradecimiento. Ojalá esas bendiciones que hasta ahora ha sido su constante objetivo conferir a los demás, vuelvan en plenitud hacia usted misma». El texto fue, hasta cierto punto, como atreverse a criticar la posesividad de la reina con su hija.
Algunos de los edificios que le eran familiares a Beatriz continúan siendo utilizado regularmente por la familia real: como el palacio de Buckingham, el castillo de Windsor, el castillo de Balmoral y el palacio de Kensington. Ella murió en Brantridge Park, la casa de su sobrina, la princesa Alicia, y su marido, el conde de Athlone, que en esa época servía como Gobernador General de Canadá. Osborne House, la residencia favorita de su madre, es accesible al público. Sus residencias de Osborne, Osborne y Albert Cottages, son propiedades privadas después de su venta en 1912. Beatriz fue la última sobreviviente de los nueve hijos de la reina Victoria y el príncipe Alberto, en ese tiempo la futura reina Isabel II tenía dieciocho años de edad.
A través de su hija, Victoria Eugenia, fue ancestro de Felipe VI de España y de la familia real española.

## Títulos, tratamientos, honores y armas

Escudo de armas de la princesa Beatriz (1858-1917).

### Títulos y tratamientos
- 14 de abril de 1857-23 de julio de 1885: Su Alteza Real La princesa Beatriz.
- 23 de julio de 1885-14 de julio de 1917: Su Alteza Real Princesa Beatriz de Battenberg.
- 14 de julio de 1917-26 de octubre de 1944: Su Alteza Real La princesa Beatriz.

### Honores
- 9 de enero de 1874:  Dama de primera clase de la Real Orden de Victoria y Alberto.[87][88][89]
- 31 de diciembre de 1877:  Dama de la Imperial Orden de la Corona de la India.[90][89]
- 30 de noviembre de 1881:  Gran Cruz de la Orden del León Dorado del Gran Ducado de Hesse.[91]
- 24 de mayo de 1885:  Miembro de la Real Cruz Roja.
- 10 de febrero de 1904:  Dama de la Real Orden Familiar de Eduardo VII.[89]
- 3 de junio de 1911:  Dama de la Real Orden Familiar de Jorge V.[89]
- 1 de enero de 1919:  Dama Gran Cruz de la Orden del Imperio Británico.[89]
- 12 de junio de 1926:  Dama Gran Cruz de la Venerable Orden de San Juan.[89]
- 11 de mayo de 1937:  Dama Gran Cruz de la Real Orden Victoriana.[89]
- 27 de mayo de 1889:  886.ª Dama de la Orden de las Damas Nobles de la Reina María Luisa (Reino de España).[92]
- Dama de la Orden del León Dorado. ( Hesse-Darmstadt, 25 de abril de 1885)[93][94]

### Armas
A Beatriz y tres de sus hermanas se les concedió el uso de las armas reales en 1858, brisadas con un escusón del escudo de Sajonia y diferenciadas por un lambel a tres pendientes de argén. En las armas de Beatriz los pendientes externos cargan cada uno una rosa de gules y el central un corazón en gules. El escusón se retiró por orden real de Jorge V en 1917.

## Descendientes
| Imagen | Nombre                                              | Nacimiento             | Fallecimiento         | Notas |
| ------ | --------------------------------------------------- | ---------------------- | --------------------- | --- |
|        | Alejandro Mountbatten Primer marqués de Carisbrooke | 3 de noviembre de 1886 | 23 de febrero de 1960 | Casado con lady Irene Denison en 1917. Tuvo una hija, lady Iris Mountbatten. |
|        | Victoria Eugenia, Reina consorte de España          | 24 de octubre de 1887  | 15 de abril de 1969   | Casada con el rey Alfonso XIII de España en 1906. Tuvo 2 hijas y 5 hijos, entre los que se incluye a Juan de Borbón, conde de Barcelona, heredero aparente al trono español de 1933-1977 y padre del rey Juan Carlos I de España. |
|        | Lord Leopoldo Mountbatten                           | 21 de mayo de 1889     | 23 de abril de 1922   | Sufría de hemofilia; falleció soltero y sin descendencia durante una cirugía de rodilla. |
|        | Príncipe Mauricio de Battenberg                     | 3 de octubre de 1891   | 27 de octubre de 1914 | Murió en acción durante la Primera Guerra Mundial. |

## Ancestros
| \| \| \| \| \| \| \| \| \| \| \| \| \| \| \| \| \| \| \| \| 16. Ernesto Federico, duque de Sajonia-Coburgo-Saalfeld \| \| \| \| \| \| \| \| \| \| \| \| \| \| \| \| \| \| \| \| \| \| \| \| \| \| \| \| \| \| \| \| \| \| \| \| \| \| \| \| \| \| \| \| \| \| \| \| \| \| \| \| \| \| 8. Francisco, duque de Sajonia-Coburgo-Saalfeld \| \| \| \| \| \| \| \| \| \| \| \| \| \| \| \| \| \| \| \| \| \| \| \| \| \| \| \| \| \| \| \| \| \| \| \| \| \| \| \| \| \| \| \| \| \| \| \| \| \| \| \| \| \| 17. Princesa Sofía Antonia de Brunswick-Wolfenbüttel \| \| \| \| \| \| \| \| \| \| \| \| \| \| \| \| \| \| \| \| \| \| \| \| \| \| \| \| \| \| \| \| \| \| \| \| \| \| \| \| \| \| \| \| \| \| \| \| \| \| \| \| \| \| 4. Ernesto I, duque de Sajonia-Coburgo-Gotha \| \| \| \| \| \| \| \| \| \| \| \| \| \| \| \| \| \| \| \| \| \| \| \| \| \| \| \| \| \| \| \| \| \| \| \| \| \| \| \| \| \| \| \| \| \| \| \| \| \| \| \| \| \| 18. Enrique XXIV, conde de Reuss-Ebersdorf \| \| \| \| \| \| \| \| \| \| \| \| \| \| \| \| \| \| \| \| \| \| \| \| \| \| \| \| \| \| \| \| \| \| \| \| \| \| \| \| \| \| \| \| \| \| \| \| \| \| \| \| \| \| 9. Condesa Augusta de Reuss-Ebersdorf \| \| \| \| \| \| \| \| \| \| \| \| \| \| \| \| \| \| \| \| \| \| \| \| \| \| \| \| \| \| \| \| \| \| \| \| \| \| \| \| \| \| \| \| \| \| \| \| \| \| \| \| \| \| 19. Condesa Carolina Ernestina de Erbach-Schönberg \| \| \| \| \| \| \| \| \| \| \| \| \| \| \| \| \| \| \| \| \| \| \| \| \| \| \| \| \| \| \| \| \| \| \| \| \| \| \| \| \| \| \| \| \| \| \| \| \| \| \| \| \| \| 2. Príncipe Alberto de Sajonia-Coburgo-Gotha \| \| \| \| \| \| \| \| \| \| \| \| \| \| \| \| \| \| \| \| \| \| \| \| \| \| \| \| \| \| \| \| \| \| \| \| \| \| \| \| \| \| \| \| \| \| \| \| \| \| \| \| \| \| 20. Ernesto II, duque de Sajonia-Gotha-Altenburgo \| \| \| \| \| \| \| \| \| \| \| \| \| \| \| \| \| \| \| \| \| \| \| \| \| \| \| \| \| \| \| \| \| \| \| \| \| \| \| \| \| \| \| \| \| \| \| \| \| \| \| \| \| \| 10. Augusto, duque de Sajonia-Gotha-Altenburgo \| \| \| \| \| \| \| \| \| \| \| \| \| \| \| \| \| \| \| \| \| \| \| \| \| \| \| \| \| \| \| \| \| \| \| \| \| \| \| \| \| \| \| \| \| \| \| \| \| \| \| \| \| \| 21. Princesa Carlota de Sajonia-Meiningen \| \| \| \| \| \| \| \| \| \| \| \| \| \| \| \| \| \| \| \| \| \| \| \| \| \| \| \| \| \| \| \| \| \| \| \| \| \| \| \| \| \| \| \| \| \| \| \| \| \| \| \| \| \| 5. Princesa Luisa de Sajonia-Gotha-Altenburgo \| \| \| \| \| \| \| \| \| \| \| \| \| \| \| \| \| \| \| \| \| \| \| \| \| \| \| \| \| \| \| \| \| \| \| \| \| \| \| \| \| \| \| \| \| \| \| \| \| \| \| \| \| \| 22. Federico Francisco I, Gran Duque de Mecklemburgo-Schwerin \| \| \| \| \| \| \| \| \| \| \| \| \| \| \| \| \| \| \| \| \| \| \| \| \| \| \| \| \| \| \| \| \| \| \| \| \| \| \| \| \| \| \| \| \| \| \| \| \| \| \| \| \| \| 11. Duquesa Luisa Carlota de Mecklemburgo-Schwerin \| \| \| \| \| \| \| \| \| \| \| \| \| \| \| \| \| \| \| \| \| \| \| \| \| \| \| \| \| \| \| \| \| \| \| \| \| \| \| \| \| \| \| \| \| \| \| \| \| \| \| \| \| \| 23. Princesa Luisa de Sajonia-Gotha-Altemburgo \| \| \| \| \| \| \| \| \| \| \| \| \| \| \| \| \| \| \| \| \| \| \| \| \| \| \| \| \| \| \| \| \| \| \| \| \| \| \| \| \| \| \| \| \| \| \| \| \| \| \| \| \| \| 1. Princesa Beatriz del Reino Unido \| \| \| \| \| \| \| \| \| \| \| \| \| \| \| \| \| \| \| \| \| \| \| \| \| \| \| \| \| \| \| \| \| \| \| \| \| \| \| \| \| \| \| \| \| \| \| \| \| \| \| \| \| \| 24. Federico, príncipe de Gales \| \| \| \| \| \| \| \| \| \| \| \| \| \| \| \| \| \| \| \| \| \| \| \| \| \| \| \| \| \| \| \| \| \| \| \| \| \| \| \| \| \| \| \| \| \| \| \| \| \| \| \| \| \| 12. Jorge III del Reino Unido \| \| \| \| \| \| \| \| \| \| \| \| \| \| \| \| \| \| \| \| \| \| \| \| \| \| \| \| \| \| \| \| \| \| \| \| \| \| \| \| \| \| \| \| \| \| \| \| \| \| \| \| \| \| 25. Princesa Augusta de Sajonia-Gotha \| \| \| \| \| \| \| \| \| \| \| \| \| \| \| \| \| \| \| \| \| \| \| \| \| \| \| \| \| \| \| \| \| \| \| \| \| \| \| \| \| \| \| \| \| \| \| \| \| \| \| \| \| \| 6. Príncipe Eduardo, duque de Kent y Strathearn \| \| \| \| \| \| \| \| \| \| \| \| \| \| \| \| \| \| \| \| \| \| \| \| \| \| \| \| \| \| \| \| \| \| \| \| \| \| \| \| \| \| \| \| \| \| \| \| \| \| \| \| \| \| 26. Duque Carlos Luis de Mecklemburgo-Strelitz, Señor de Mirow \| \| \| \| \| \| \| \| \| \| \| \| \| \| \| \| \| \| \| \| \| \| \| \| \| \| \| \| \| \| \| \| \| \| \| \| \| \| \| \| \| \| \| \| \| \| \| \| \| \| \| \| \| \| 13. Duquesa Carlota de Mecklemburgo-Strelitz \| \| \| \| \| \| \| \| \| \| \| \| \| \| \| \| \| \| \| \| \| \| \| \| \| \| \| \| \| \| \| \| \| \| \| \| \| \| \| \| \| \| \| \| \| \| \| \| \| \| \| \| \| \| 27. Princesa Isabel Albertina de Sajonia-Hildburghausen \| \| \| \| \| \| \| \| \| \| \| \| \| \| \| \| \| \| \| \| \| \| \| \| \| \| \| \| \| \| \| \| \| \| \| \| \| \| \| \| \| \| \| \| \| \| \| \| \| \| \| \| \| \| 3. Victoria del Reino Unido \| \| \| \| \| \| \| \| \| \| \| \| \| \| \| \| \| \| \| \| \| \| \| \| \| \| \| \| \| \| \| \| \| \| \| \| \| \| \| \| \| \| \| \| \| \| \| \| \| \| \| \| \| \| 28. Ernesto Federico, duque de Sajonia-Coburgo-Saalfeld (= 16) \| \| \| \| \| \| \| \| \| \| \| \| \| \| \| \| \| \| \| \| \| \| \| \| \| \| \| \| \| \| \| \| \| \| \| \| \| \| \| \| \| \| \| \| \| \| \| \| \| \| \| \| \| \| 14. Francisco, duque de Sajonia-Coburgo-Saalfeld (= 8) \| \| \| \| \| \| \| \| \| \| \| \| \| \| \| \| \| \| \| \| \| \| \| \| \| \| \| \| \| \| \| \| \| \| \| \| \| \| \| \| \| \| \| \| \| \| \| \| \| \| \| \| \| \| 29. Princesa Sofía Antonia de Brunswick-Wolfenbüttel (= 17) \| \| \| \| \| \| \| \| \| \| \| \| \| \| \| \| \| \| \| \| \| \| \| \| \| \| \| \| \| \| \| \| \| \| \| \| \| \| \| \| \| \| \| \| \| \| \| \| \| \| \| \| \| \| 7. Princesa Victoria de Sajonia-Coburgo-Saalfeld \| \| \| \| \| \| \| \| \| \| \| \| \| \| \| \| \| \| \| \| \| \| \| \| \| \| \| \| \| \| \| \| \| \| \| \| \| \| \| \| \| \| \| \| \| \| \| \| \| \| \| \| \| \| 30. Enrique XXIV, conde de Reuss-Ebersdorf (= 18) \| \| \| \| \| \| \| \| \| \| \| \| \| \| \| \| \| \| \| \| \| \| \| \| \| \| \| \| \| \| \| \| \| \| \| \| \| \| \| \| \| \| \| \| \| \| \| \| \| \| \| \| \| \| 15. Condesa Augusta de Reuss-Ebersdorf (= 9) \| \| \| \| \| \| \| \| \| \| \| \| \| \| \| \| \| \| \| \| \| \| \| \| \| \| \| \| \| \| \| \| \| \| \| \| \| \| \| \| \| \| \| \| \| \| \| \| \| \| \| \| \| \| 31. Condesa Carolina Ernestina de Erbach-Schönberg (= 19) \| \| \| \| \| \| \| \| \| \| \| \| \| \| \| \| \| \| \| \| \| \| \| \| \| \| \| \| \| \| \| \| \| \| \| \| \| \| \| \| \| \| \| \| \| \| \| \| \| \| \| \| |                                                                |  |  |  |  |  |  |  |  |  |  |  |  |  |  |  |
| |                                                                |  |  |  |  |  |  |  |  |  |  |  |  |  |  |  |
| | 16. Ernesto Federico, duque de Sajonia-Coburgo-Saalfeld        |  |  |  |  |  |  |  |  |  |  |  |  |  |  |  |
| |                                                                |  |  |  |  |  |  |  |  |  |  |  |  |  |  |  |
| |                                                                |  |  |  |  |  |  |  |  |  |  |  |  |  |  |  |
| | 8. Francisco, duque de Sajonia-Coburgo-Saalfeld                |  |  |  |  |  |  |  |  |  |  |  |  |  |  |  |
| |                                                                |  |  |  |  |  |  |  |  |  |  |  |  |  |  |  |
| |                                                                |  |  |  |  |  |  |  |  |  |  |  |  |  |  |  |
| | 17. Princesa Sofía Antonia de Brunswick-Wolfenbüttel           |  |  |  |  |  |  |  |  |  |  |  |  |  |  |  |
| |                                                                |  |  |  |  |  |  |  |  |  |  |  |  |  |  |  |
| |                                                                |  |  |  |  |  |  |  |  |  |  |  |  |  |  |  |
| | 4. Ernesto I, duque de Sajonia-Coburgo-Gotha                   |  |  |  |  |  |  |  |  |  |  |  |  |  |  |  |
| |                                                                |  |  |  |  |  |  |  |  |  |  |  |  |  |  |  |
| |                                                                |  |  |  |  |  |  |  |  |  |  |  |  |  |  |  |
| | 18. Enrique XXIV, conde de Reuss-Ebersdorf                     |  |  |  |  |  |  |  |  |  |  |  |  |  |  |  |
| |                                                                |  |  |  |  |  |  |  |  |  |  |  |  |  |  |  |
| |                                                                |  |  |  |  |  |  |  |  |  |  |  |  |  |  |  |
| | 9. Condesa Augusta de Reuss-Ebersdorf                          |  |  |  |  |  |  |  |  |  |  |  |  |  |  |  |
| |                                                                |  |  |  |  |  |  |  |  |  |  |  |  |  |  |  |
| |                                                                |  |  |  |  |  |  |  |  |  |  |  |  |  |  |  |
| | 19. Condesa Carolina Ernestina de Erbach-Schönberg             |  |  |  |  |  |  |  |  |  |  |  |  |  |  |  |
| |                                                                |  |  |  |  |  |  |  |  |  |  |  |  |  |  |  |
| |                                                                |  |  |  |  |  |  |  |  |  |  |  |  |  |  |  |
| | 2. Príncipe Alberto de Sajonia-Coburgo-Gotha                   |  |  |  |  |  |  |  |  |  |  |  |  |  |  |  |
| |                                                                |  |  |  |  |  |  |  |  |  |  |  |  |  |  |  |
| |                                                                |  |  |  |  |  |  |  |  |  |  |  |  |  |  |  |
| | 20. Ernesto II, duque de Sajonia-Gotha-Altenburgo              |  |  |  |  |  |  |  |  |  |  |  |  |  |  |  |
| |                                                                |  |  |  |  |  |  |  |  |  |  |  |  |  |  |  |
| |                                                                |  |  |  |  |  |  |  |  |  |  |  |  |  |  |  |
| | 10. Augusto, duque de Sajonia-Gotha-Altenburgo                 |  |  |  |  |  |  |  |  |  |  |  |  |  |  |  |
| |                                                                |  |  |  |  |  |  |  |  |  |  |  |  |  |  |  |
| |                                                                |  |  |  |  |  |  |  |  |  |  |  |  |  |  |  |
| | 21. Princesa Carlota de Sajonia-Meiningen                      |  |  |  |  |  |  |  |  |  |  |  |  |  |  |  |
| |                                                                |  |  |  |  |  |  |  |  |  |  |  |  |  |  |  |
| |                                                                |  |  |  |  |  |  |  |  |  |  |  |  |  |  |  |
| | 5. Princesa Luisa de Sajonia-Gotha-Altenburgo                  |  |  |  |  |  |  |  |  |  |  |  |  |  |  |  |
| |                                                                |  |  |  |  |  |  |  |  |  |  |  |  |  |  |  |
| |                                                                |  |  |  |  |  |  |  |  |  |  |  |  |  |  |  |
| | 22. Federico Francisco I, Gran Duque de Mecklemburgo-Schwerin  |  |  |  |  |  |  |  |  |  |  |  |  |  |  |  |
| |                                                                |  |  |  |  |  |  |  |  |  |  |  |  |  |  |  |
| |                                                                |  |  |  |  |  |  |  |  |  |  |  |  |  |  |  |
| | 11. Duquesa Luisa Carlota de Mecklemburgo-Schwerin             |  |  |  |  |  |  |  |  |  |  |  |  |  |  |  |
| |                                                                |  |  |  |  |  |  |  |  |  |  |  |  |  |  |  |
| |                                                                |  |  |  |  |  |  |  |  |  |  |  |  |  |  |  |
| | 23. Princesa Luisa de Sajonia-Gotha-Altemburgo                 |  |  |  |  |  |  |  |  |  |  |  |  |  |  |  |
| |                                                                |  |  |  |  |  |  |  |  |  |  |  |  |  |  |  |
| |                                                                |  |  |  |  |  |  |  |  |  |  |  |  |  |  |  |
| | 1. Princesa Beatriz del Reino Unido                            |  |  |  |  |  |  |  |  |  |  |  |  |  |  |  |
| |                                                                |  |  |  |  |  |  |  |  |  |  |  |  |  |  |  |
| |                                                                |  |  |  |  |  |  |  |  |  |  |  |  |  |  |  |
| | 24. Federico, príncipe de Gales                                |  |  |  |  |  |  |  |  |  |  |  |  |  |  |  |
| |                                                                |  |  |  |  |  |  |  |  |  |  |  |  |  |  |  |
| |                                                                |  |  |  |  |  |  |  |  |  |  |  |  |  |  |  |
| | 12. Jorge III del Reino Unido                                  |  |  |  |  |  |  |  |  |  |  |  |  |  |  |  |
| |                                                                |  |  |  |  |  |  |  |  |  |  |  |  |  |  |  |
| |                                                                |  |  |  |  |  |  |  |  |  |  |  |  |  |  |  |
| | 25. Princesa Augusta de Sajonia-Gotha                          |  |  |  |  |  |  |  |  |  |  |  |  |  |  |  |
| |                                                                |  |  |  |  |  |  |  |  |  |  |  |  |  |  |  |
| |                                                                |  |  |  |  |  |  |  |  |  |  |  |  |  |  |  |
| | 6. Príncipe Eduardo, duque de Kent y Strathearn                |  |  |  |  |  |  |  |  |  |  |  |  |  |  |  |
| |                                                                |  |  |  |  |  |  |  |  |  |  |  |  |  |  |  |
| |                                                                |  |  |  |  |  |  |  |  |  |  |  |  |  |  |  |
| | 26. Duque Carlos Luis de Mecklemburgo-Strelitz, Señor de Mirow |  |  |  |  |  |  |  |  |  |  |  |  |  |  |  |
| |                                                                |  |  |  |  |  |  |  |  |  |  |  |  |  |  |  |
| |                                                                |  |  |  |  |  |  |  |  |  |  |  |  |  |  |  |
| | 13. Duquesa Carlota de Mecklemburgo-Strelitz                   |  |  |  |  |  |  |  |  |  |  |  |  |  |  |  |
| |                                                                |  |  |  |  |  |  |  |  |  |  |  |  |  |  |  |
| |                                                                |  |  |  |  |  |  |  |  |  |  |  |  |  |  |  |
| | 27. Princesa Isabel Albertina de Sajonia-Hildburghausen        |  |  |  |  |  |  |  |  |  |  |  |  |  |  |  |
| |                                                                |  |  |  |  |  |  |  |  |  |  |  |  |  |  |  |
| |                                                                |  |  |  |  |  |  |  |  |  |  |  |  |  |  |  |
| | 3. Victoria del Reino Unido                                    |  |  |  |  |  |  |  |  |  |  |  |  |  |  |  |
| |                                                                |  |  |  |  |  |  |  |  |  |  |  |  |  |  |  |
| |                                                                |  |  |  |  |  |  |  |  |  |  |  |  |  |  |  |
| | 28. Ernesto Federico, duque de Sajonia-Coburgo-Saalfeld (= 16) |  |  |  |  |  |  |  |  |  |  |  |  |  |  |  |
| |                                                                |  |  |  |  |  |  |  |  |  |  |  |  |  |  |  |
| |                                                                |  |  |  |  |  |  |  |  |  |  |  |  |  |  |  |
| | 14. Francisco, duque de Sajonia-Coburgo-Saalfeld (= 8)         |  |  |  |  |  |  |  |  |  |  |  |  |  |  |  |
| |                                                                |  |  |  |  |  |  |  |  |  |  |  |  |  |  |  |
| |                                                                |  |  |  |  |  |  |  |  |  |  |  |  |  |  |  |
| | 29. Princesa Sofía Antonia de Brunswick-Wolfenbüttel (= 17)    |  |  |  |  |  |  |  |  |  |  |  |  |  |  |  |
| |                                                                |  |  |  |  |  |  |  |  |  |  |  |  |  |  |  |
| |                                                                |  |  |  |  |  |  |  |  |  |  |  |  |  |  |  |
| | 7. Princesa Victoria de Sajonia-Coburgo-Saalfeld               |  |  |  |  |  |  |  |  |  |  |  |  |  |  |  |
| |                                                                |  |  |  |  |  |  |  |  |  |  |  |  |  |  |  |
| |                                                                |  |  |  |  |  |  |  |  |  |  |  |  |  |  |  |
| | 30. Enrique XXIV, conde de Reuss-Ebersdorf (= 18)              |  |  |  |  |  |  |  |  |  |  |  |  |  |  |  |
| |                                                                |  |  |  |  |  |  |  |  |  |  |  |  |  |  |  |
| |                                                                |  |  |  |  |  |  |  |  |  |  |  |  |  |  |  |
| | 15. Condesa Augusta de Reuss-Ebersdorf (= 9)                   |  |  |  |  |  |  |  |  |  |  |  |  |  |  |  |
| |                                                                |  |  |  |  |  |  |  |  |  |  |  |  |  |  |  |
| |                                                                |  |  |  |  |  |  |  |  |  |  |  |  |  |  |  |
| | 31. Condesa Carolina Ernestina de Erbach-Schönberg (= 19)      |  |  |  |  |  |  |  |  |  |  |  |  |  |  |  |
| |                                                                |  |  |  |  |  |  |  |  |  |  |  |  |  |  |  |
| |                                                                |  |  |  |  |  |  |  |  |  |  |  |  |  |  |  |